# Левик Андрій Степанович
Андрій Степанович Левик (нар. 11 серпня 1953 р. у с. Кнісело Жидачівського району Львівської області) — український журналіст, культуролог, громадський діяч. Головний редактор науково-популярного журналу «Наша спадщина», член Національної спілки журналістів України.
Керівник ГО Інститут досліджень та популяризації культурної спадщини «Наші скарби».

## Освіта
- У 1970 р. — закінчив Львівську СШ № 34.

- У 1980 р. — закінчив Львівський політехнічний інститут (механіко-технологічний факультет).

- У 1995 р. — закінчив Львівський національний університет імені Івана Франка. Спеціальність — правознавство, кваліфікація юрист.

- 1996 р. — склав іспити на заняття адвокатською діяльністю[1].

## Професійна діяльність
З 1980 по 1990 – інженер-конструктор НВО Автовантажмаш.
З 1990 по 2007 рр. працював у Львівській міській раді на посадах: керуючого справами міськвинконкому (секретар міської адміністрації), начальника управління обліку та розподілу житла, заступника та в.о. директора департаменту житлового господарства (ДЖГ), начальника юридичного відділу ДЖГ, заступника та в.о. начальника управління природніх ресурсів та регулювання земельних відносин, (2004–2007рр.) заступника та начальника управління охорони історичного середовища Львівської міської ради. З 2007 по 2015 рр. заступник, начальник управління охорони культурної спадщини Львівської ОДА.
Державний службовець 7-го рангу.
З грудня 2015 р. по квітень 2017 р. завідуючий відділом охорони та популяризації історико-культурної спадщини КЗ ЛОР АІКЗ «Давній Пліснеськ». З квітня 2017 р. по липень 2021 р. науковий співробітник, завідуючий відділом охорони та популяризації історико-культурної спадщини КЗ ЛОР АІКЗ «Стільське городище».
З листопада 2021 науковий співробітник Львівського відділення Інституту української археографії та джерелознавства ім. М. Грушевського НАН України.

## Основні публікації

### Статті
Левик А. Порядок проведення реставраційних робіт на пам'ятках архітектури // Наша спадщина. — 2015. — № 2 (4). — С. 24-25.
Левик А. Оборонні споруди на Дністрі у період Першої світової війни // Наша спадщина. — 2023. — № 1 (33). — С. 20-23.

### Поетичні збірки
Левик А. Безцінна самота / 2-е вид. — Львів, 2023.
Левик А. Жадоба чистоти / 4-е вид. — Львів, 2023.